# Julia Stone
Julia Natasha Stone (13 de abril de 1984 em Sydney) é uma cantora e compositora australiana. Ela e seu irmão Angus Stone ficaram conhecidos com a Duo Angus e Julia Stone. Julia Stone lançou dois álbuns solo até agora.

## Discografia
- 2010: Memory Machine, EMI
- 2012: By the Horns, EMI